# Wahlkreis Rom – Municipio VII (Camera dei deputati)
Der Wahlkreis Rom – Municipio VII ist seit 2020 ein Wahlkreis (italienisch collegio elettorale) für die Wahl der Abgeordnetenkammer.

## Wahlkreisgebiet
| Wahlkreise – Camera dei deputati – Latium | Wahlkreise – Camera dei deputati – Latium | Wahlkreise – Camera dei deputati – Latium |
| Provinz                                   | Provinz                                   | Gemeinden nach Provinzen ⮞ Wahlkreis |
| ----------------------------------------- | ----------------------------------------- | --- |
|                                           | Metropolitanstadt Rom (121 Gemeinden)     | ↳ Latium 1: Teil Roms ⮞ Wahlkreis Rom – Municipio I Teil Roms ⮞ Wahlkreis Rom – Municipio III Teil Roms ⮞ Wahlkreis Rom – Municipio V 1 + Teil Roms ⮞ Wahlkreis Rom – Municipio VII 1 + Teil Roms ⮞ Wahlkreis Rom – Municipio X 1 + Teil Roms ⮞ Wahlkreis Rom – Municipio XI Teil Roms ⮞ Wahlkreis Rom – Municipio XIV 63 ⮞ Wahlkreis Guidonia Montecelio 18 ⮞ Wahlkreis Velletri ↳ Latium 2: 30 ⮞ Wahlkreis Rieti 6 ⮞ Wahlkreis Viterbo |
|                                           | Provinz Frosinone (91 Gemeinden)          | 60 ⮞ Wahlkreis Frosinone 31 ⮞ Wahlkreis Terracina |
|                                           | Provinz Latina (33 Gemeinden)             | 17 ⮞ Wahlkreis Latina 16 ⮞ Wahlkreis Terracina |
|                                           | Provinz Rieti (73 Gemeinden)              | alle ⮞ Wahlkreis Rieti |
|                                           | Provinz Viterbo (60 Gemeinden)            | 48 ⮞ Wahlkreis Viterbo 12 ⮞ Wahlkreis Rieti |

Der Wahlkreis umfasst einen Teil der Gemeinde Rom – genauer gesagt 2 Stadtbezirken (municipi), d. h. das Municipio VII und den Teil des Municipio VIII, der den Zonen Navigatori, Tor Marancia, Tre Fontane, Grottaperfetta, Appia Antica Nord und Appia Antica Sud entspricht – sowie die Gemeinde Ciampino.

## Wahlergebnisse

### Parlamentswahl 2022
| Kandidaten                          | Kandidaten              | Stimmen | %    | Listen                                                  | Stimmen | %    |
| ----------------------------------- | ----------------------- | ------- | ---- | ------------------------------------------------------- | ------- | ---- |
|                                     | Roberto Morassutgewählt | 74.545  | 35,1 | Partito Democratico – Italia Democratica e Progressista | 53.609  | 25,2 |
| Alleanza Verdi e Sinistra           | Roberto Morassutgewählt | 74.545  | 35,1 | 11.253                                                  | 5,3     |      |
| +Europa                             | Roberto Morassutgewählt | 74.545  | 35,1 | 8.322                                                   | 3,9     |      |
| Impegno Civico – Centro Democratico | Roberto Morassutgewählt | 74.545  | 35,1 | 1.361                                                   | 0,6     |      |
|                                     | Maria Teresa Bellucci   | 73.711  | 34,7 | Fratelli d’Italia                                       | 55.881  | 26,3 |
| Lega per Salvini Premier            | Maria Teresa Bellucci   | 73.711  | 34,7 | 8.428                                                   | 4,0     |      |
| Forza Italia                        | Maria Teresa Bellucci   | 73.711  | 34,7 | 8.328                                                   | 3,9     |      |
| Noi Moderati                        | Maria Teresa Bellucci   | 73.711  | 34,7 | 1.074                                                   | 0,5     |      |
|                                     | Francesca Flati         | 31.609  | 14,9 | Movimento 5 Stelle                                      | 31.609  | 14,9 |
|                                     | Luca Di Egidio          | 20.937  | 9,8  | Azione – Italia Viva                                    | 20.937  | 9,8  |
|                                     | Chiara Prato            | 4.555   | 2,1  | Unione Popolare                                         | 4.555   | 2,1  |
|                                     | Alessandra Cotta        | 3.045   | 1,4  | Italexit per l’Italia                                   | 3.045   | 1,4  |
|                                     | Saverio Romeo           | 2.829   | 1,3  | Italia Sovrana e Popolare                               | 2.829   | 1,3  |
|                                     | Laura Ruzza             | 1.121   | 0,5  | Vita                                                    | 1.121   | 0,5  |
|                                     | Dalila Gallozzi         | 267     | 0,1  | Partito della Follia Creativa                           | 267     | 0,1  |
| Gesamt                              | Gesamt                  | 212.619 | 100  |                                                         | 212.619 | 100  |
|                                     |                         |         |      |                                                         |         |      |
| Ungültige Stimmen                   | Ungültige Stimmen       | 5.396   | 2,5  |                                                         |         |      |
| Wähler                              | Wähler                  | 218.015 | 67,9 |                                                         |         |      |
| Wahlberechtigte                     | Wahlberechtigte         | 321.214 |      |                                                         |         |      |
|                                     |                         |         |      |                                                         |         |      |
| Quelle: Innenministerium            |                         |         |      |                                                         |         |      |